# Henry Rollins
Henry Rollins (rođen 13. veljače 1961.), pravim imenom Henry Lawrence Garfield američki je osvajač nagrade Grammy kao pjevač i kantautor, umjetnik spoken worda, pisac i pjesnik, televizijski i radijski voditelj, te povremeno kao glumac, komičar i posuđivač glasova.
Najpoznatiji je po svom radu s hardcore punk skupinom "Black Flag" od 1981. do 1986., i kao vođa skupine "Rollins Band" od 1987.
Jedan je od ikona pristašama alternativne životne filozofije i politički angažirane glazbe. U svojim se načelima čvrsto suprotstavlja uživanju ikakvih droga, uključujući alkohol i duhan).

## Životopis

### Mladost
Rollins je odrastao u Washingtonu, D.C. Njegovi roditelji razveli su se dok je bio mlad, i prvenstveno ga je odgajala njegova majka Iris, koja ga je naučila čitati prije nego što je počeo pohađati školu, i kojoj pripisuje svoju životnu ljubav prema čitanju.
Kao djetetu propisan mu je lijek Ritalin, i bio je poslan u školu Bullis, vašingtonsku vojnu školu. Nije mu se sviđalo autoritaristično okruženje među tada još samo muškim učenicima, što je otežavalo njegove prve pokušaje u ostvarivanju veza s djevojkama i zbog čega se još nekoliko godina osjećao nelagodno pred ženama. S druge strane, rekao je da mu je škola Bullis pomogla usaditi osjećaj discipline i snažne radne etike. Upravo je u vojnoj školi počeo razvijati svoju mišićavu konstituciju i počeo baviti se pisanjem. U intervjuu 2006., Rollins ovako opisuje svoje prve književne pokušaje:
Pisao bih kratke priče, i one su vjerojatno grozno napisane, o dizanju svoje škole u zrak i ubijanju svih učitelja. To bih pokazao svom učitelju engleskog s kojim sam prijateljevao, bio je moj jedini saveznik u toj školi. I on bi rekao: "U redu, nemoj ovo pokazati svom pravom učitelju engleskog. Znaš, jer u ovoj školi ne možeš reći 'jebi' i to predati kao esej. Pohađao sam vrlo strogu školu samo za dečke. Ali je rekao: "Pokazuj mi te stvari", i: "Sviđa mi se što pišeš kreativno. Nastavi to. Samo ne pokazuj mi to kao učitelju engleskog, jer ćeš dospjeti u nevolju."

### Glazbeni počeci
Nakon srednje škole, Rollins je obavljao mnoge poslove, i kao fizički radnik u Nacionalnom zdravstvenom institutu, prije nego što je postao voditelj trgovine sladoleda Häagen-Dazs.
Dugogodišnji obožavatelj glazbe širokog ukusa, Rollins se uključio u punk scenu uspomoć svog bliskog prijatelja Iana MacKayea, (budućeg vođe skupina Minor Threat i Fugazi).
Kao pjevač pridružuje se skupini S.O.A. Skupina je prije raspada izdala samo jedan album za izdavačku tvrtku Dischord Records. Budući da je bio stalno zaposlen, mogao je sam financirati njegovo izdavanje i predstavljanje.

### Black Flag
1981. godine, prijatelj Mitch Parker dao mu je kopiju albuma grupe Black Flag, Nervous Breakdown ("Živčani slom"). Rollins uskoro postaje njihov veliki obožavatelj i s njima započinje korespondenciju. Za vrijeme njihove turneje istočnom obalom SAD-a, dok su svirali u Washingtonu i New Yorku, Rollins je, kad je mogao, prisustvovao njihovim koncertima. Na improvizacijskoj predstavi u jednom baru, pitao ih je bi li odsvirali pjesmu "Clocked In", jer se nakon toga morao vratiti na posao. Upitao je pjevača Deza Cadenu može li se pridružiti skupini na pozornici. Nije mu bilo poznato da Cadena želi preći na sviranje gitare, i da je skupina tražila novog pjevača.
Članovi Black Flaga bili su impresionirani Rollinsovim pjevanjem i pojavnošću, i idući dan, nakon poluslužbene audicije, pitali su ga želi li postati njihov stalni pjevač. Unatoč sumnjama, pristao je, dijelom zbog MacKayevog ohrabrenja. Njegova visoka energičnost i snažna osobnost učinile su ga savršenim za ulogu frontmena.
Nakon pridruživanja Black Flagu, mijenja prezime i na ruci si pravi tetovažu loga skupine. To je prva u nizu brojnim tetovaža: ostale uključuju simbole grupa The Misfits, maskota s likom duha i simbol čovječuljka njemačke eksperimentalne grupe Einsturzende Neubauten. Kako je postajao sve više i više tetoviran i mišićav, na pozornici je nosio sve manje odjeće, često pred publiku izlazeći bosonog i golih prsa, noseći samo kratke hlače.
Rollins je snimao i putovao s grupom od 1981. do njihovog raspada 1986. Tijekom Rollinsove suradnje s njima, glazba Black flaga prošla je kroz dramatične promjene. Iako je prvi skladatelj bio gitarist Greg Ginn, i sam Rollins za skupinu je napisao brojne pjesme.
Kroz većinu razdoblja dok je radio s Black Flagom, Rollins je pisao dnevnik svojih misli i iskustava. 1994. godine sve to objavljuje pod naslovom "Get In The Van" ("Ulazi u kombi"); knjiga sadrži mnoge fotografije, kao i Rollinsova prisjećanja vremena provedenog uz sastav prije nego što je dnevnik počeo pisati. Dijelove knjige "Get In The Van"" pročitao je za zvučnu knjigu koja je osvojila Grammy. 1. siječnja 2005. u nastavku serijala "Henry's Film Corner", Rollins opisuje cijeli događaj otrcanim i kaže da je kipić Grammy dao svom poznaniku.
Za vrijeme rada u Black flagu, Rollins je počeo objavljivati vlastite knjige. Njegovi rani radovi bili su vlastiti fotokopirani, ručno vezani svesci. Uskoro počinje tiskati brošure, a zatim utemeljuje nezavisnu izdavačku kuću nazvanu po svom rođendanu - 2.13.61.
U tom razdoblju, Rollins upoznaje Joea Colea. Postaju bliski prijatelji sve do prosinca 1991. kada postaju žrtve pljačke u zajedničkom domu. Cole biva ubijen pogotkom metka u glavu, a Rollins bježi neozljeđen; zločin ostaje nerazjašnjen. Većina Rollinsovih radova nakon toga, posvećena je sjećanju na njegovog pokojnog prijatelja.

### Rollins Band
Nakon što se Black Flag raspao rane 1986., Rollins brzo stvara novi sastav i objavljuje solo album i EP s gitaristom Chrisom Haskettom. Uskoro uključuje članove bivše grupe Gone: Andrewa Weissa i Sima Caina, nazvavši novu grupu Rollins Band. Popularnost su pridobili kroz snagu albuma kao što su The End of Silence ("Kraj tišine") iz 1992. i Weight ("Težina") iz 1994. Također osvaja uloge u filmovima i televizijskim emisijama, među ostalima i kao VJ MTV-a, a 1991. s grupom Hard-Ons snima obradu pjesme AC/DC-ja "Let There Be Rock"
Počevši u kasnijim godinama u Black flagu, putovao je kao umjetnik spoken worda, usredotočujući se uglavnom na društvene teme, kao i pripovijedajući svoja životna iskustva. Njegova mješavina samokritičnog humora i ozbiljnog raspravljanja važnih društvenih tema donose mu veliku popularnost. Kroz svoju, ali i druge izdavačke kuće objavio je ukupno devet spoken word albuma. 2.13.61 je, uz Rollinsove knjige također objavio naslove Joea Colea, Nicka Zedda, Nicka Cavea i Michaela Gira, kao i albume "Rollins Banda", Exene Cervenka, Huberta Selbya mlađeg, The Birthday Partya i Gun Cluba.
Dok je bio u „Black Flagu”, susreo se s Joeom Coleom, Ginnovim poznanikom. U prosincu 1991., Rollinsa i Colea su opljačkali u domu u kojem su živjeli. Cole je ubijen hitcem u glavu, dok se Rollins uspio izvući bez ozljede; slučaj ovog zločina još nije riješen (stanje u ožujku 2007.). Većina sljedećih Rollinsovih radova su bila napravljena u sjećanje na pokojnog prijatelja.
Rollins je ljubitelj "free jazza"; izdao je albume s Matthewom Shippom i Roscoem Mitchellom, izdavač je bila njegova kuća 2.13.61. 1990. Rollins je bio gostom voditeljem na losanđeleskom sveučilišnom radijskom programu, te je za svoje nazočnostsi veći dio programa puštao glazbu saksofonista Alberta Aylera 
Rollins je bio u duetu s glumcem iz "Zvjezdanih staza", Williamom Shatnerom na albumu iz 2004., Has Been.

## Rad na RTV-u
17. svibnja 2004., počeo je voditi tjednu radijsku emisiju Harmony In My Head (ime je dobila prema omiljenoj mu pjesmi skupine Buzzcocks) na losangeleskoj radijskoj postaji Indie 103.1. Emisija je bila odašiljana u eter svaki ponedjeljak ujutro, a Rollins je puštao raznoliku rock, punk, rap i jazz glazbu. Emisija je emitirana do 27. prosinca iste godine, i Rollins se posvetio svojoj turneji "spoken worda" početkom 2005.
Prošireno knjiško izdanje Rollinsovih pjesama u studenom 2005. na zahtjeve obožavatelja, pod imenom  Fanatic. Kasnije iste godine, najavio je povratak na radijske valove u emisiji Harmony in My Head.
Rollins je suvoditelj TV-emisije Full Metal Challenge na TLC-u, kao i domaćinom tjedne emisije The Henry Rollins Show na Independent Film Channel-u (IFC) .
Prije njegovih tjednih emisija na IFC-u, Rollins je bio voditeljem emisije Henry's Film Corner, mjesečnog osvrta na film i kino.
2004. je počeo davati potporu homoseksualcima u njihovim zahtjevima za sklapanje brakova, za šta je bio domaćinom koncerta kojim se prikupljao novac za organizaciju koja promiče te zahtjeve.
Za vrijeme iračkog rata 2003., pjevao je s United Service Organizations američkim postrojbama u Iraku, unatoč svom osobnom protivljenju tom ratu i administraciji američkog predsjednika Georga Busha mlađeg.
Bio je vrlo aktivan u kampanji za oslobađanja trojice mladića iz West Memphisa, za koje postoji poveći krug ljudi koji sumnja da su ti mladići krivo optuženi za ubojstvo. U tom pravcu je, s čelnim članom Public Enemyja, Chuckom D-om, snimio pjesmu s Black Flagom, Rise Above, koja je bila dijelom albuma "Rise Above: 24 Black Flag Songs to Benefit the West Memphis Three," albuma iz kojeg se priklupljao sredstva za fond obrane te trojice mladića. Rollins se pojavljiva na još nekim pjesmama.

## Zanimljivosti
- Rollins glumi sebe u videoigri Def Jam: Fight for NY kao trener glavnog junaka. His Blazing Move se u igrici zove 2.13.61, što je i ime njegove izdavačke kuće i nadnevak njegova rođendana.
- Rollins ima "cameo" pojavljivanje u video-spotu za izvođača 3rd Bassa, za skladbu "Pop Goes the Weasel", parodizirajući "Vanillu Icea".
- trenutačno (stanje početkom 2007.) ima nezavisnu rock-postaju sa sjedištem u Santa Monici u Newport Beachu u Kaliforniji.
- Rollinsa se spominje u pjesmi "You Need A Hug", koja se nalazi na albumu End is Forever izvođača The Atarisa.
- Rollinsa se spominje u pjesmi "Feeling Bad", koja se nalazi na albumu "How To Meet Girls" izvođača Nerfa Herdera- "...Thought I'd look like Henry Rollins, But I still look like Phil Collins..." (misli se na vježbanje u teretani)

### Razno
- Kick Out The Jams (1990.) (snimljeno s Bad Brains u skladbi Pump Up The Volume.
- Let There Be Rock (1991.) (singl snimljen s Hard-Onsima)
- Bottom (1993.) (snimljeno s Tool-om na albumu Undertow)
- Wild America (1993.) (snimljeno s Iggyem Popom na albumu American Caesar)
- Sexual Military Dynamics (1995.) (snimljeno s Mike Wattom na albumu Ball-Hog or Tugboat?)
- Delicate Tendrils (1996.) (snimljeno s Lesom Claypoolom i Holyem Mackerelom na albumu Highball with the Devil)
- T-4 Strain (1997.) (Henry Rollins & Goldie) (glazba za film "Spawn").
- War (1998.) (pojavljuju se Bone Thugs-N-Harmony & Edwin Star) (dio je glazbe za film "Small Soldiers")
- Laughing Man (In The Devil Mask) (2000.) (snimljeno s Tonyjem Tommiem na albumu Iommi)
- I Can't Get Behind That (2004.) (snimljeno s williamom Shatnerom na albumu Has Been)

## Knjige
- 1000 Ways to Die
- Knife Street
- Pissing in the Gene Pool
- End to End
- Body Bag
- Art To Choke Hearts
- One from None, 1991.
- See A Grown Man Cry
- Black Coffee Blues
- High Adventure In The Great Outdoors, 1992. (izvorno objavljeno kao tri sveska, 2.13.61, End to End, i Polio Flesh)
- Now Watch Him Die, 1993.
- Get in the Van: On the Road With Black Flag, 1994. (za hrvatsko izdanje prevedeno kao Upadaj u kombi, Mlinarec & Pavić, 2006.)
- Eye Scream, 1996.
- See a Grown Man Cry, Now Watch Him Die. 1997.
- Henry Rollins: The First Five, 1997.
- Solipsist, 1998.
- The Portable Henry Rollins, 1998.
- Do I Come Here Often? (Black Coffee Blues, 2. dio), Shannon Wheeler (crtač), 1998.
- Smile, You're Traveling (Black Coffee Blues, 3. dio), 2000.
- Broken Summers, 2003.
- Unwelcomed Songs, 2002.
- Fanatic! Song lists and notes from the Harmony In My Head Radio Show, 2005.
- Roomanitarian, 2005.
- A Dull Roar, 2006.

## Film i video
- Wrong Turn 2 (2007.) - Dale Murphy
- American Hardcore (2006.) - glumi sebe
- Feast (2006.) - trener
- The Alibi (2005.) - Putty
- Punk Attitude (2004.) dokumentarni - glumi sebe
- The Drew Carey Show (2004.) TV-nizanka - Thug s Ebay-a
- Henry's Film Corner (2004.) TV-nizanka - domaćin
- Teen Titans (2004.) (voice) — Johnny Rancid
- Deathdealer: A Documentary (2004.) - Vincent
- Def Jam: Fight for NY (2004.)(VG) - glumi sebe
- Live Freaky Die Freaky (2003.)(posuđiva glas)
- Mace Griffin: Bounty Hunter (2003.)(VG)(posuđiva glas) - Mace Griffin
- A House on a Hill (2003.) - Arthur
- Zločesti dečki 2 (2003.) - TNT Leader
- Psychic Murders (2002.) (V) - Johnny Miracle
- Jackass: The Movie (2002.) - glumi sebe (cameo uloga)
- Shadow Realm (2002.)(TV)
- The New Guy (2002.) - Warden
- Dogtown and Z-Boys (2001.) dokumentarni - glumi sebe
- Time Lapse (2001.) (V) - Gaines
- Scenes of the Crime (2001.) - Greg
- Night Visions (2001.) TV nizanka (nije naveden na odjavnoj špici) - domaćin
- The Human Journey (2000.) TV-emisija - pripovjedač
- Batman Beyond: Return of the Joker (2000.)(V)(posuđiva glas) - Benjamin 'Ben' Knox/Bonk
- Batman Beyond (1999.) TV-nizanka - Mad Stan
- Desperate But Not Serious (1999.) - konobar za šankom
- Morgan's Ferry (1999.) - Monroe
- Jack Frost (1998.) - Sid Gronic
- Lost Highway (1997.) - stražar Henry
- Walker, teksaški ranger (1996.) TV-nizanka - na špici je naveden kao Čovjek bez vrata
- Heat (1995.) - Hugh Benny
- Johnny Mnemonic (1995.) - Spider
- The Chase (1994.) - Officer Dobbs
- The Right Side of My Brain (1984.)
- Dennis Miller Live - gost  (1995.)

## Diskografija

### Glazbena izdanja
- 1987.  Hot Animal Machine
- 1987.  Drive by Shooting

### "Spoken word" izdanja
- 1985.  Short Walk on a Long Pier
- 1987.  Big Ugly Mouth
- 1989.  Sweatbox
- 1990.  Live at McCabe's
- 1992.  Human Butt
- 1992. Deep Throat
- 1993.  The Boxed Life
- 1994.  Get in the Van: On the Road with Black Flag (audio knjiga)
- 1996.  Everything (audio knjiga)
- 1997.  Black Coffee Blues (audio knjiga)
- 1998.  Think Tank
- 1999.  Eric the Pilot
- 2001.  A Rollins in the Wry
- 2001.  Live at the Westbeth Theater
- 2003.  Talk Is Cheap Vol I
- 2003.  Talk Is Cheap Vol II
- 2003.  Nights Behind the Tree Line
- 2004.  Talk Is Cheap Vol III
- 2004.  Talk Is Cheap Vol IV

### "Spoken word" DVD-ovi
- 1998.  You Saw Me Up There
- 2001.  Talking from the Box/Live in London
- 2001.  Up for It
- 2003.  Live @ Luna Park
- 2005.  Shock & Awe
- 2005.  Live in the Conversation Pit(Australia)
- 2006.  Live in the Conversation Pit(USA)

### Izdanja sa "State of Alertom"
- No Policy (1981.)

### Izdanja s "Misfitsima"
- Evilive (1982.) (gostujući vokal)

### Izdanja s "Black Flagom"
- Damaged (1981.)
- TV Party (EP) (1982.)
- My War (1984.)
- Slip It In (1984.)
- Family Man (1984.)
- Live '84 (1984.)
- Loose Nut (1985.)
- In My Head (1985.)
- Who's Got the 10 1/2? (1986.)
- Wasted...Again (1987.)
- I Can See You (1989.)
- Annihilate This Week (1990.)

### Izdanja s "Rollins Bandom"
- Life Time (1988.)
- Hard Volume (1989.)
- Turned On (uživo)(1990.)
- The End of Silence (1992.)
- Weight (1994.)
- Come in and Burn (1997.)
- Insert Band Here: Live In Australia 1990 (1999.)
- Get Some Go Again (2000.)
- A Clockwork Orange Stage (uživo) (2000.)
- Yellow Blues (2000.)
- Nice (2001.)
- A Nicer Shade of Red (2001.)
- The Only Way to Know For Sure (uživo) (2002.)
- Rise Above: 24 Black Flag Songs to Benefit the West Memphis Three (2002.)
- Come in and Burn Sessions (2004.)
- Get Some Go Again Sessions (2005.)

### Izdanja s "Wartimeom"
- Fast Food For Thought (1994.)

### Izdanja s "Minor Threatom"
- First Demo Tape (2003.) (prateći vokal kao "Henry Garfield" snimio 1981.)

## Vanjske poveznice
- Službene stranice (engl.)
- Službene stranice  Arhivirana inačica izvorne stranice od 4. srpnja 2007. (Wayback Machine) (engl.)
- Henry Rollins u internetskoj bazi filmova IMDb-u (engl.)
- IFC stranice za The Henry Rollins Show (engl.)
- Stranica o emisiji Henryja Rollinsa (engl.)
- Punk dokumentarci-povijest revolta  Arhivirana inačica izvorne stranice od 14. svibnja 2007. (Wayback Machine) Ima i Rollinsovih slika i izjava